# Llotja de Mar

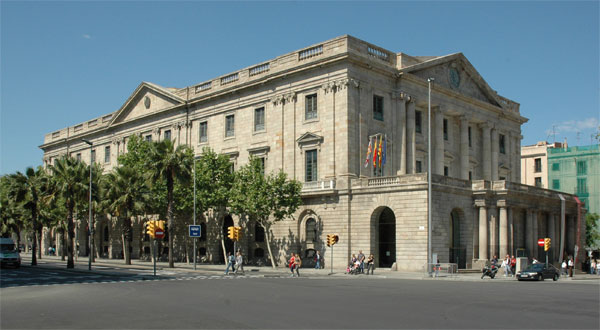
Exteriör

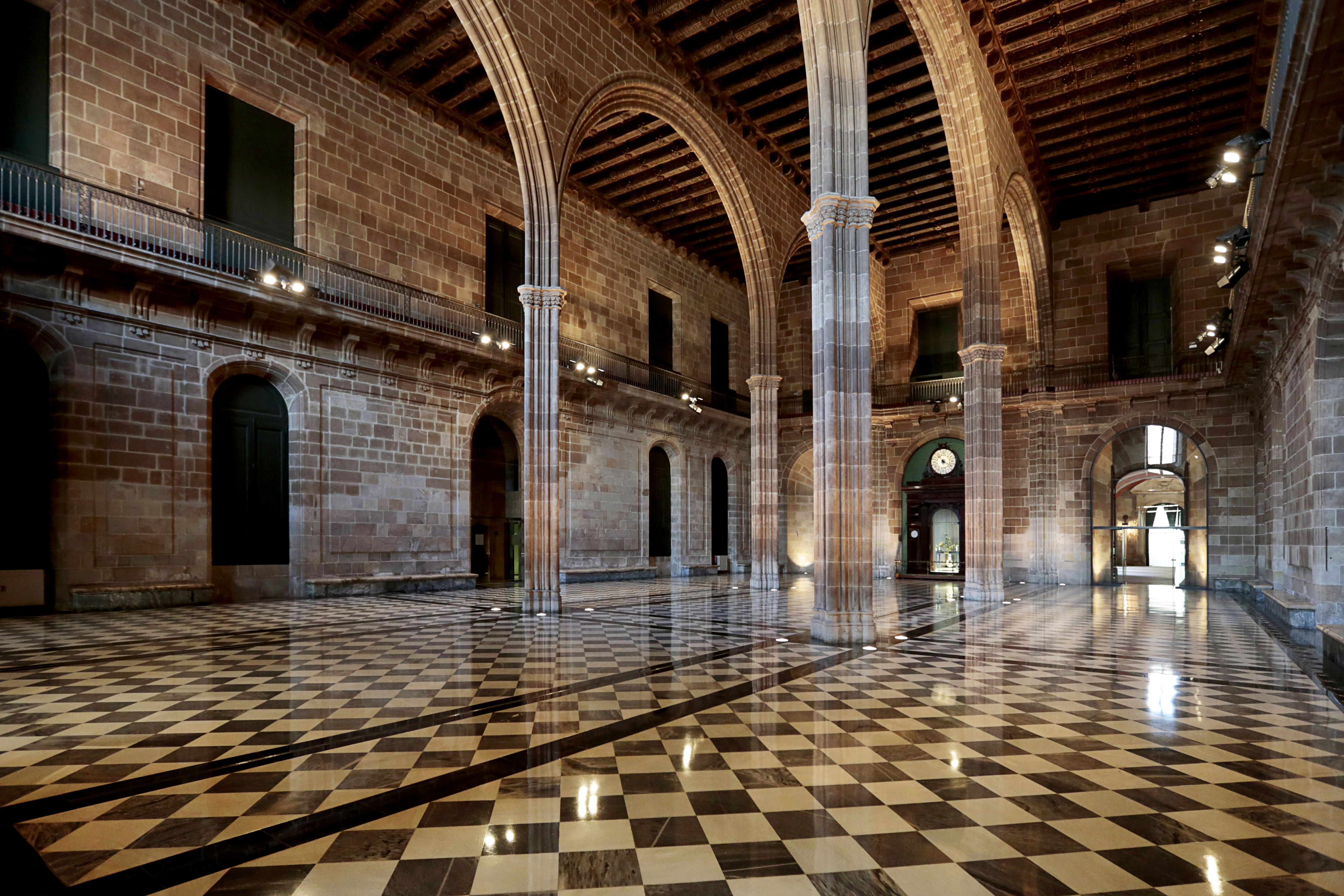
Den gotiska kontraktssalen som mäter 14 meter i tak brukar ofta beskrivas som Barcelonas vackraste gotiska rum.

Llotja de Mar, Havsbörsen, är en byggnad i Barcelona som inrymmer Europas äldsta börshus, namnet kommer av att byggnaden ursprungligen låg på stranden invid havet. Den tillkom efter att två andra byggnader ansetts otillräckliga för den mycket omfattande handeln som bedrevs i Barcelona under 1300-talet. Byggnaden påbörjades 1380 och avslutades 1392 då den stora gotiska kontraktssalen Saló de Contractacions färdigställts. 
Barcelonas börshandel bedrevs därefter ända fram till 1994 i samma byggnad med undantag för åren 1714-1767 då bourbonerna använde den som arsenal. Llotja de Mar fick omfattande skador under belägringen av Barcelona 1714 varför den renoverades under åren 1774-1802 då byggnaden fick en ny fasad i tidstypisk fransk stil. Den stora kontraktssalen är det som återstår av den gotiska byggnaden. I Llotja på våningen ovanför kontraktssalen inrättades under 1800-talet Barcelonas konsthögskola där bland annat Pablo Picasso studerade i slutet av 1890-talet.